# Agrostis anadyrensis
Agrostis anadyrensis är en gräsart som beskrevs av Victor B. Soczava. Agrostis anadyrensis ingår i släktet ven, och familjen gräs. Inga underarter finns listade i Catalogue of Life.